# Sân bay quốc tế San Francisco

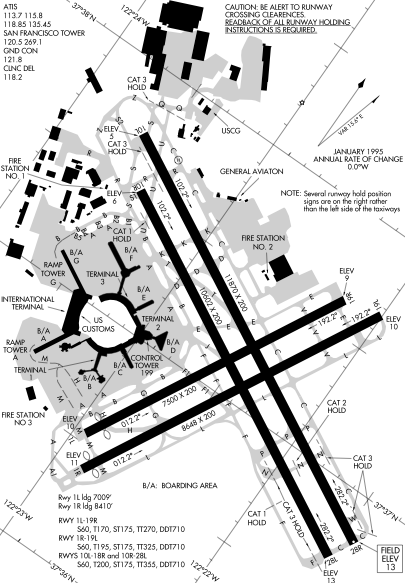
Biểu đồ của FAA về SFO

Sân bay quốc tế San Francisco (tiếng Anh: San Francisco International Airport; mã IATA: SFO; mã ICAO: KSFO) là một sân bay phục vụ thành phố San Francisco, California (Hoa Kỳ). Sân bay cách San Francisco 21 km về phía nam, gần các thành phố Millbrae và San Bruno ở một vùng thuộc quận San Mateo chưa hợp nhất. Sân bay này có các chuyến bay đến khắp châu Mỹ và là một cửa ngõ chính đến châu Âu, châu Á và châu Đại Dương.
Sân bay quốc tế San Francisco là sân bay lớn nhất trong khu vực vịnh San Francisco. Sân bay có 4 đường cất hạ cánh. Năm 2007, sân bay này phục vụ 35.793.117 khách, xếp hạng thứ 23 trong các sân bay bận rộn nhất thế giới. Đây là trung tâm của hãng United Airlines và hãng Virgin America.
Sân bay này có các kết nối bên ngoài bằng một tuyến đường cao tốc, xa lộ 101, và hệ thống tàu điện tốc hành BART (Bay Area Rapid Transit) có nhà ga nối vào một trong các nhà ga hành khách của sân bay. Giao cắt giữa đường 380 và xa lộ 101 phía bắc sân bay cũng giúp kết nối sân bay này với hệ thống đường bộ của khu vực.
Sân bay quốc tế San Francisco có nhiều tiện nghi cho hành khách, bao gồm các nhà hàng, khu mua sắm, kho chứa hành lý, phòng tắm gương sen công cộng, phòng khám đa khoa, trợ giúp cho khách lạc đường và có các nhân viên quân sự. Sân bay có Viện bảo tàng Hàng không Louis A. Turpen, Thư viện Hàng không Ủy ban sân bay San Francisco và có các khu triển lãm nghệ thuật cố định và tạm thời ở nhiều nơi trong các nhà ga. T-Mobile cung cấp dịch vụ truy cập Internet Wi-Fi  miễn phí ở các nhà ga.

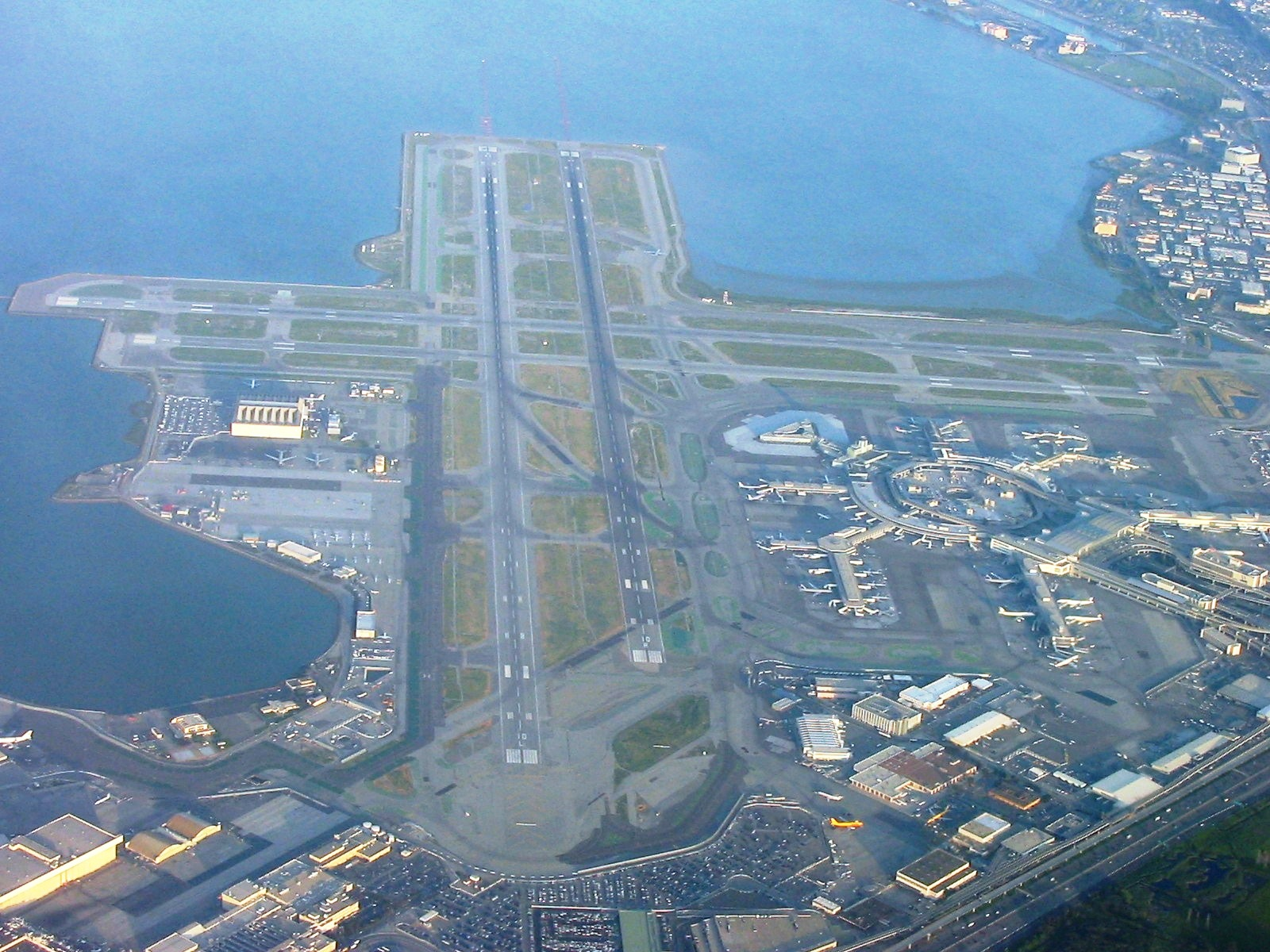
Sân bay Quốc tế San Francisco vào một buổi chiều tháng 4

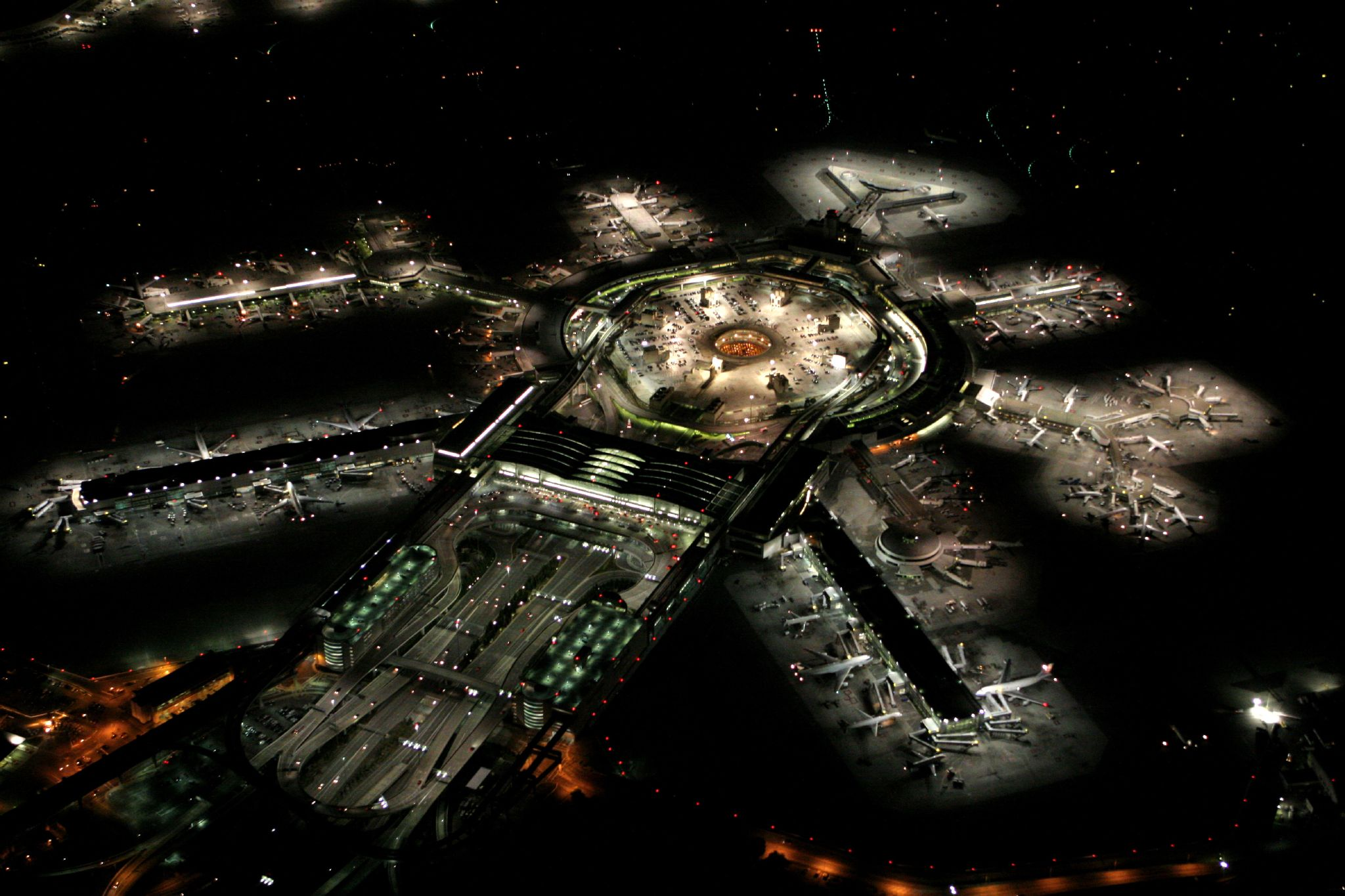
Sân bay Quốc tế San Francisco về đêm

Mặc dù tọa lạc ở quận San Mateo, sân bay này thuộc sở hữu của quận và thành phố San Francisco. SFO Enterprises Inc., đã được lập bởi hội đồng sân bay San Francisco để giám sát việc kinh doanh và vận hành các dự án kinh doanh như việc sở hữu các sân bay Honduras.

## Các nhà ga

### Nhà ga số 1

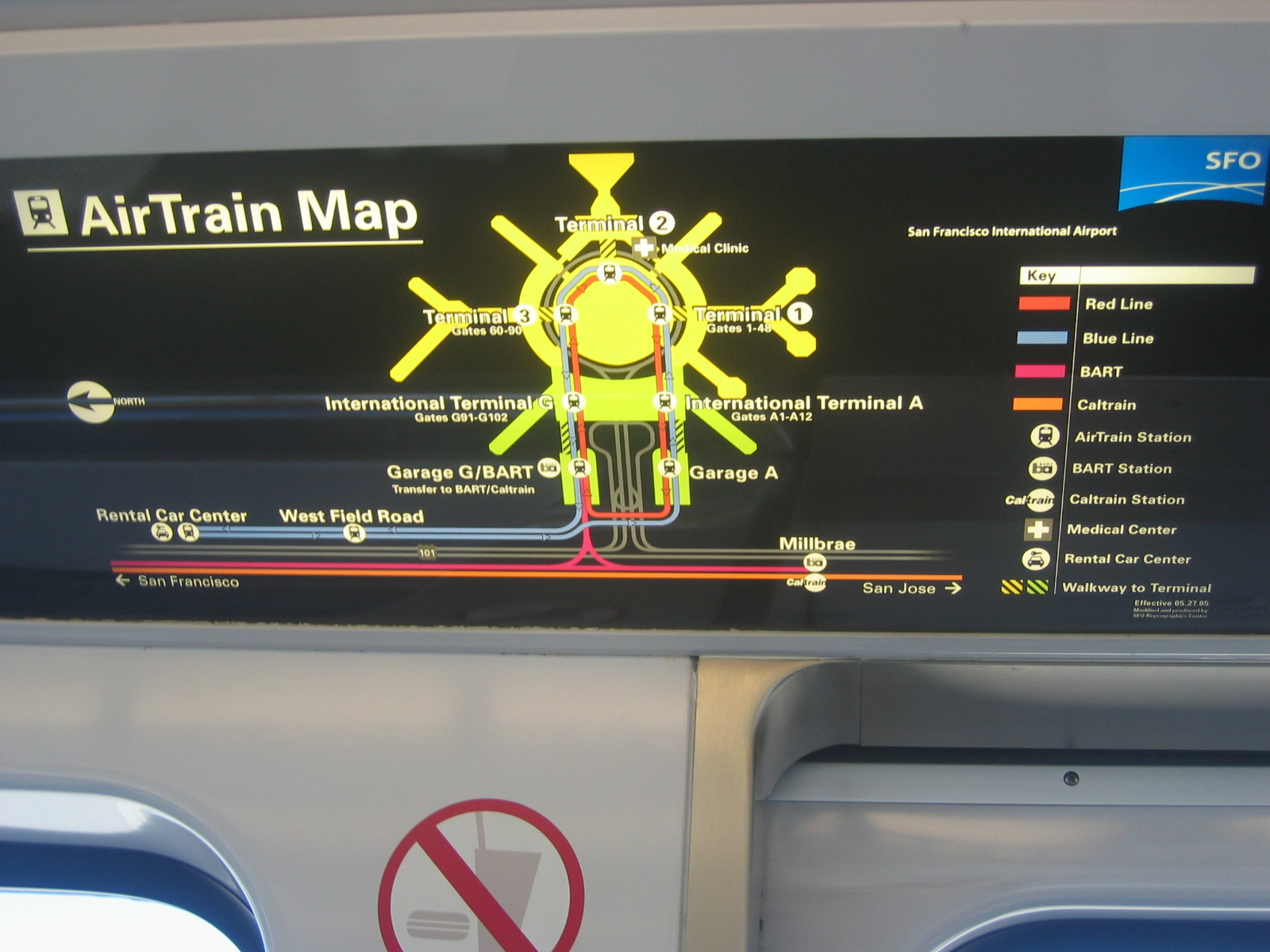
Terminal map aboard an AirTrain

Trước đây được biết đến như là "nhà ga phía nam", nhà ga số 1 bao gồm khu vực lên máy bay B và khu vực lên máy bay C. Nhà ga số 1 này được các hãng hàng không nội địa sử dụng, ngoại trừ United Airlines và American Airlines.

#### Khu vực lên máy bay B (Cổng 20 đến 36)
Khu vực này có 18 cửa: 20-31, 32-32B, 33-36
- AirTran Airways (Atlanta, Milwaukee (từ 06.05.08))
- Alaska Airlines (Los Angeles, Palm Springs, Portland (OR), Seattle/Tacoma, Vancouver)
  - Horizon Air (Portland (OR))
- Continental Airlines (Cleveland, Houston-Intercontinental, Newark)
- Southwest Airlines (Chicago-Midway, Las Vegas, Los Angeles, Phoenix, San Diego)
- Sun Country Airlines (Minneapolis/St. Paul)
- US Airways (Charlotte, Las Vegas, Philadelphia, Phoenix, Pittsburgh)
  - Mesa Airlines (Phoenix)

#### Khu vực lên máy bay C (Cổng 40-48)
Ghi chú: Tất cả các chuyến bay nội địa của Northwest Airlines khởi hành từ nhà ga số 1 khu vực lên máy bay C và tất cả các chuyến bay quốc tế của Northwest Airlines đến và đi tại nhà ga quốc tế khu vực lên máy bay A.
Khu vực lên máy bay C có 9 cửa: 40-48
- Delta Air Lines (Atlanta, Cincinnati/Northern Kentucky, New York-JFK, Salt Lake City)
  - ExpressJet Airlines (Los Angeles)
  - SkyWest (Salt Lake City)
- Frontier Airlines (Denver)
- Hawaiian Airlines (Honolulu)
- Northwest Airlines (Detroit, Honolulu, Minneapolis/St. Paul)

### Nhà ga số 2
Trước đây gọi là Nhà ga trung tâm, vào năm 1974 được gọi là Nhà ga quốc tế. Nhà ga số 2 bao gồm Khu vực lên máy bay D, trước đây bao gồm cổng 50-59. Tuy nhiên, khi nhà ga quốc tế hiện thời mở cửa vào năm 2000 thì nhà ga số 2 bị đóng cửa; hiện tại nhà ga này đang được sửa sang vô hạn định và được phục vụ như một lối đi giữa hai nhà ga số 1 và 3.

#### Khu vực lên máy bay D
Bị đóng vì sửa sang hoặc xây mới

### Nhà ga số 3
Trước đây gọi là Nhà ga bắc, nhà ga số 3 bao gồm Khu vực lên máy bay E và Khu vực lên máy bay F. Nhà ga này được United Airlines, Air Canada, Midwest Airlines và American Airlines.

#### Khu vực lên máy bay E (Cổng 60-67)
Boarding Area E has có 13 cửa: 60-60A, 61, 62A-B, 63, 64-64A, 65-65A, 66-66A, 67
- Air Canada (Calgary, Montréal, Toronto-Pearson, Vancouver)
- American Airlines (Boston, Chicago-O'Hare, Dallas/Fort Worth, Honolulu, Los Angeles, Miami, New York-JFK, St. Louis)
  - American Eagle (Orange County)
- Midwest Airlines (Kansas City)

#### Khu vực lên máy bay F (Cổng 68-90)
Ghi chú: Tất cả các chuyến bay nội địa của United Airlines và các chuyến bay đi Canada khởi hành từ nhà ga số 3, khu vực lên máy bay F và tất cả các chuyến bay quốc tế của United đi/đến tại nhà ga quốc tế, khu vực lên máy bay G.
Khu vực lên máy bay F có 25 cửa: 68-72, 73-73A, 74-76, 77-77A, 78-86, 87-87A, 88-90.
- United Airlines (Atlanta, Austin, Baltimore/Washington, Boise, Boston, Burbank, Chicago-O'Hare, Dallas/Fort Worth, Denver, Eugene, Honolulu, Houston-Intercontinental, Kahului, Kona, Lihue, Los Angeles, New York-JFK, Newark, Orange County, Orlando, Philadelphia, Portland (OR), Reno/Tahoe, Salt Lake City, San Antonio, San Diego, Seattle/Tacoma, Toronto-Pearson, Vancouver, Washington-Dulles)
  - Ted (Las Vegas, Phoenix)
  - SkyWest (Albuquerque, Bakersfield, Boise, Burbank, Calgary, Chico, Colorado Springs, Crescent City, Edmonton, Eureka, Fresno, Klamath Falls, Medford, Modesto, Monterey, North Bend (từ 07.07.08), Ontario, Orange County, Palmdale, Palm Springs, Redding, Redmond/Bend, Reno/Tahoe, Sacramento, Salt Lake City, San Luis Obispo, Santa Barbara, Tucson, Victoria (từ 05.06.08))

### Nhà ga quốc tế

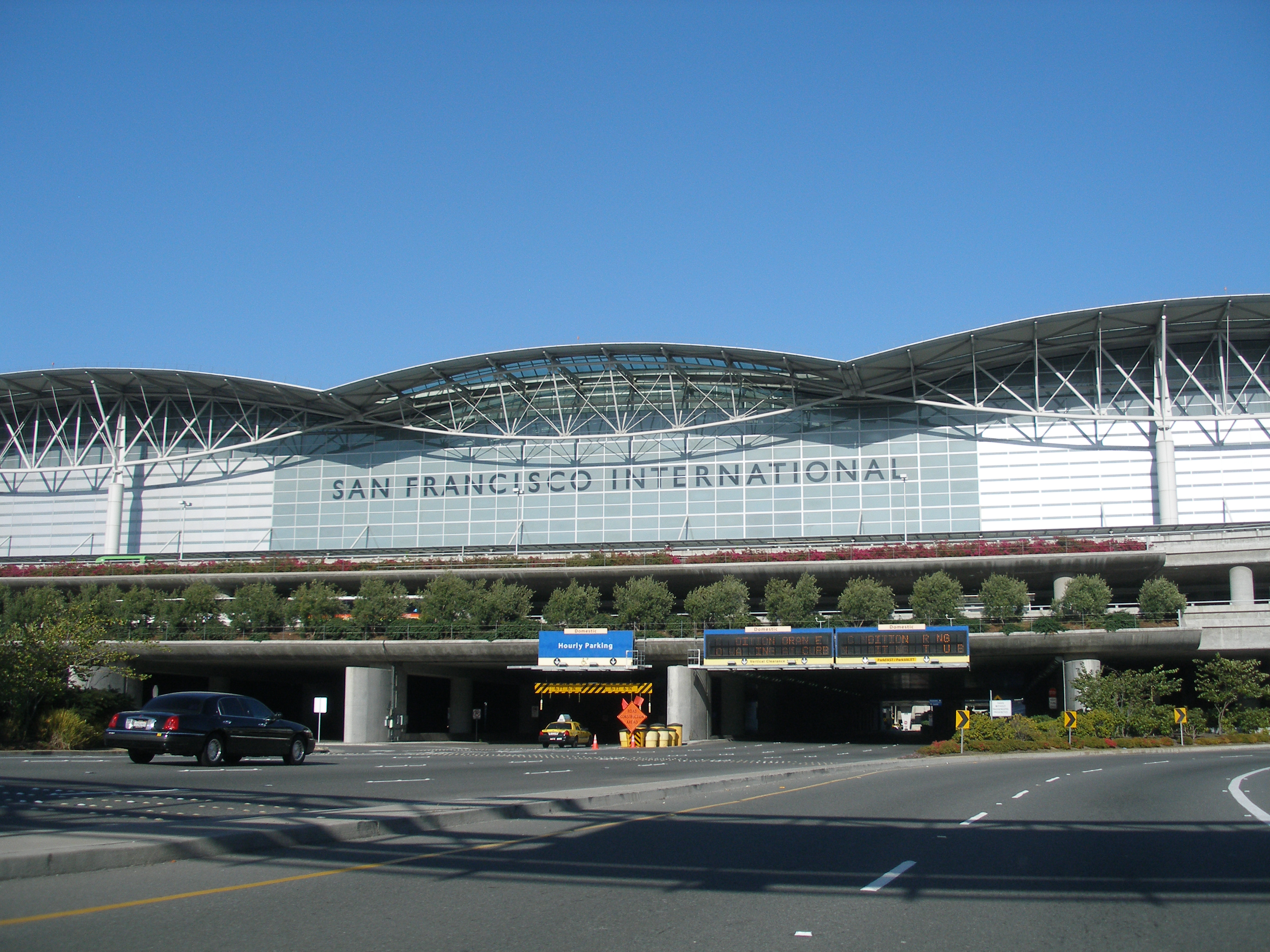
Bên ngoài nhà ga quốc tế

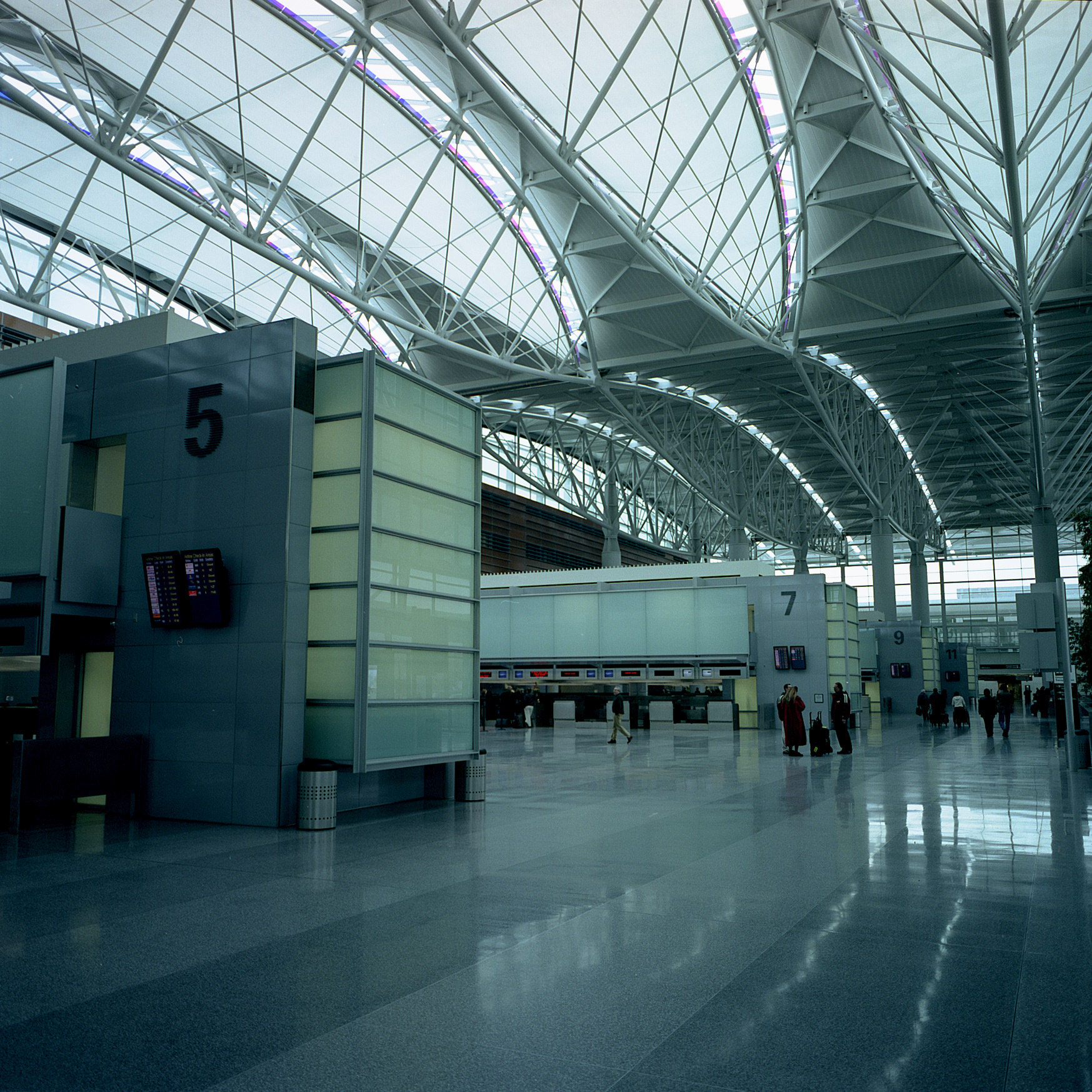
Bên trong nhà ga quốc tế

Nhà ga quốc tế được mở vào tháng 12 năm 2000, là nhà ga quốc tế lớn nhất Bắc Mỹ và là tòa nhà lớn nhất thế giới được xây bằng kỹ thuật phân lập nền để chống động đất. Nhà ga này thay thế nhà ga số 2 mà trước đây là nhà ga quốc tế cho đến năm 2000. Khu vực lên máy bay có hai tầng, với những cửa hàng và nhà hàng trên tầng thượng và khu chờ đợi máy bay ở tầng dưới. Thay vì những hệ thống nhà hàng ăn nhanh thường thấy ở các sân bay, tất cả các nhà hàng trong nhà ga quốc tế là những nhà hàng hàng đầu của vùng Vịnh phục vụ thức ăn nhanh của chính họ. Những nhà hoạch định của phi trường San Francisco cố gắng tạo cho phi trường thành một điểm đến để ghé và có tính cá biệt, không phải chỉ để là nơi hàng khách đi qua mà thôi.
Nhà ga quốc tế là một toà nhà tiện ích chung, với các cổng và khu bán vé được các hãng hàng không sử dụng chung.
Trạm trung chuyển vùng Vịnh tốc hành (Bay Area Rapid Transit) của sân bay cũng được đặt trong nhà ga nầy, ngay khu nhà đậu xe dẫn đến khu vực lên máy bay G.
Tất cả các cổng trong nhà ga này có hai cầu dẫn vào máy bay dành cho máy bay Boeing 747 là loại máy bay thường xuyên vào nhà ga này, vì đây là cửa ngỏ chính cho những chuyến bay liên Thái Bình Dương. Sáu cổng trong số này được thiết kế đặc biệt cho máy bay Aibus A380, làm cho SFO trở thành một trong những phi trường đầu tiên trên thế giới có những cổng như vậy khi được xây dựng vào năm 2000.[19]
Vì thiếu chỗ nên nhà ga được xây dựng bên trên đường chính dẫn vào phi trường với phí tổn rất lớn. Nhưng điều thuận tiện là chỗ này tạo nên một vòng tròn liên tục kết nối các nhà ga quanh khu vực chính lên xuống hàng hoá/hành lý của sân bay. Điều bất tiện là nhà ga cần một số đường nhánh nhỏ phức tạp của nó để nối liền với quốc lộ 101.
Thiết kế và xây dựng là do Skidmore, Owings & Merrill, Del Campo & Maru Architects, Michael Willis Associates (Nhà ga chính), Hellmuth, Obata and Kassabaum (Khu lên máy bay G) & Gerson/Overstreet Architects (Khu lên máy bay A).[17] Các gói thầu được trao sau cuộc thi thiết kế kiến trúc.
Mặc dầu tên là nhà ga quốc tế nhưng Spirit Airlines phục vụ các chuyến bay nội địa trong nhà ga này ở khu vực lên máy bay A, chính yếu là vì thiếu cổng ở các nhà ga nội địa. Virgin America cũng có kế hoạch sử dụng nhà ga quốc tế cho các chuyến bay của họ.

#### Khu vực lên máy bay A (Cổng A1-A12)
(Phía nam, đối diện khu vực lên máy bay G, cạnh khu vực lên máy bay B)
Khu vực lên máy bay A có 13 cửa: A1-A10, A11-A11A, A12
- Aer Lingus (Dublin)
- Air France (Paris-Charles de Gaulle)
- Alaska Airlines (Ixtapa/Zihuatanejo, Los Cabos, Mazatlan, Puerto Vallarta)
- Asiana Airlines (Seoul-Incheon)
- Belair (Zürich) (từ 02.07.08)
- British Airways (London-Heathrow)
- Cathay Pacific (Hong Kong)
- China Airlines (Taipei-Taiwan Taoyuan)
- Japan Airlines (Tokyo-Narita)
- JetBlue Airways (Austin (từ 01.05.08), Boston, New York-JFK, Salt Lake City)
- Jet Airways (Mumbai, Shanghai-Pudong) [begins May 5] [8]
- Kingfisher Airlines (Bangalore (từ 27.08.08), Chennai (từ T9.08), Mumbai)
- KLM Royal Dutch Airlines (Amsterdam)
- Korean Air (Seoul-Incheon)
- Mexicana (Guadalajara, Thành phố México, Morelia)
- Northwest Airlines (Tokyo-Narita)
- Philippine Airlines (Manila)
- Qantas (Melbourne, Sydney)
- TACA (San Salvador)
- Virgin America (Las Vegas, Los Angeles, New York-JFK, San Diego, Seattle/Tacoma, Washington-Dulles)
- Virgin Atlantic Airways (London-Heathrow)
- Vietnam airlines[liên kết hỏng] (Saigon)

#### Khu vực lên máy bay G (Cổng G91-G102)
(Phía bắc, đối diện khu vực lên máy bay A, gần khu vực lên máy bay F. Các chuyến bay của thành viên All international Star Alliance sử dụng khu vực lên máy bay G.)
Khu vực lên máy bay G có 15 cổng: G91, G92-G92A, G93-G98, G99-G99A, G100, G101-G101A, G102
- Air China (Beijing, Shanghai-Pudong (từ T3.2009))
- Air India (Bangalore (từ T8.2008), Mumbai)
- Air New Zealand (Auckland)
- All Nippon Airways (Tokyo-Narita)
- EVA Air (Taipei-Taiwan Taoyuan)
- Lufthansa (Frankfurt, Munich)
- Norwegian Air Shuttle (Barcelona, Paris CDG, London Gatwick)
- Scandinavian Airlines System (Copenhagen) (từ mùa xuân 2009))
- Singapore Airlines (Hong Kong, Seoul-Incheon, Singapore)
- United Airlines (Bangkok-Suvarnabhumi, Beijing, Cancún, Frankfurt, Guangzhou (từ 18.07.08), Hong Kong, London-Heathrow, Thành phố México, Nagoya-Centrair, Osaka-Kansai, Seoul-Incheon, Shanghai-Pudong, Sydney, Taipei-Taiwan Taoyuan, Tokyo-Narita)
  - Ted (Los Cabos, Puerto Vallarta)

## Hãng hàng không và tuyến bay

### Hành khách
| Hãng hàng không               | Các điểm đến | Ga lên máy bay |
| ----------------------------- | --- | -------------- |
| Aer Lingus                    | Dublin | I-G            |
| Aeroméxico                    | Guadalajara, León/Del Bajío, Thành phố México, Morelia | I-A            |
| Air Canada                    | Montréal-Trudeau, Toronto-Pearson | I-A, I-G       |
| Air Canada Rouge              | Vancouver | I-A, I-G       |
| Air China                     | Bắc Kinh-Thủ đô | I-G            |
| Air France                    | Paris-Charles de Gaulle | I-A            |
| Air New Zealand               | Auckland | I-G            |
| Alaska Airlines               | Palm Springs, Portland (OR), Puerto Vallarta, Salt Lake City, San José del Cabo, Seattle/Tacoma | I-A            |
| All Nippon Airways            | Tokyo-Narita | I-G            |
| American Airlines             | Chicago-O'Hare, Dallas/Fort Worth, Los Angeles, Miami, New York-JFK | 2-D            |
| American Eagle                | Los Angeles | 2-D            |
| Asiana Airlines               | Seoul-Incheon | I-A            |
| Avianca El Salvador           | San Salvador | I-A            |
| British Airways               | London-Heathrow | I-A            |
| Cathay Pacific                | Hong Kong | I-A            |
| China Airlines                | Đài Bắc-Đào Viên | I-A            |
| China Eastern Airlines        | Thượng Hải-Phố Đông | I-A            |
| China Southern Airlines       | Quảng Châu (bắt đầu từ ngày 22 tháng 6 năm 2015), Vũ Hán | I-A            |
| Delta Air Lines               | Atlanta, Cincinnati, Detroit, Honolulu, Minneapolis/St. Paul, New York-JFK, Salt Lake City | 1-C            |
| Delta Connection              | Salt Lake City, Seattle/Tacoma | 1-C            |
| Delta Shuttle                 | Los Angeles | 1-C            |
| Emirates                      | Dubai-International | I-A            |
| Etihad Airways                | Abu Dhabi | I-A            |
| EVA Air                       | Đài Bắc-Đào Viên | I-G            |
| Frontier Airlines             | Denver, Houston-Intercontinental, Phoenix Theo mùa: Chicago-O'Hare (bắt đầu từ ngày 30 tháng 4 năm 2015) | 1-B            |
| Hawaiian Airlines             | Honolulu, Kahului | I-A            |
| Japan Airlines                | Tokyo-Haneda | I-A            |
| Jet Airways                   | Delhi, Mumbai | I-A            |
| JetBlue Airways               | Boston, Fort Lauderdale, Las Vegas, Long Beach, New York-JFK | I-A            |
| KLM                           | Amsterdam | I-A            |
| Korean Air                    | Seoul-Incheon | I-A            |
| Lufthansa                     | Frankfurt, Munich | I-G            |
| Norwegian Air Shuttle         | Barcelona, Paris CDG, London Gatwick | I-G            |
| Philippine Airlines           | Manila | I-A            |
| Scandinavian Airlines         | Copenhagen | I-G            |
| Singapore Airlines            | Hong Kong, Seoul-Incheon, Singapore | I-G            |
| Southwest Airlines            | Atlanta, Chicago-Midway, Dallas-Love, Denver, Las Vegas, Los Angeles, Milwaukee, Orange County, Phoenix, San Diego, St. Louis | 1-B            |
| Sun Country Airlines          | Minneapolis/St. Paul | I-A            |
| Swiss International Air Lines | Zürich | I-G            |
| Turkish Airlines              | Istanbul-Atatürk (bắt đầu từ ngày 13 tháng 4 năm 2015) | I-G            |
| United Airlines               | Atlanta, Austin, Baltimore, Bắc Kinh-Thủ đô, Boston, Calgary, Cancún, Thành Đô, Chicago-O'Hare, Cleveland, Dallas/Fort Worth, Denver, Fort Lauderdale, Frankfurt, Hong Kong, Honolulu, Houston-Intercontinental, Indianapolis, Kahului, Kailua-Kona, Las Vegas, Lihue, London-Heathrow, Los Angeles, Thành phố México, Minneapolis/St. Paul, New Orleans, New York-JFK, Newark, Orange County, Orlando, Osaka-Kansai, Paris-Charles de Gaulle, Philadelphia, Phoenix, Portland (OR), Raleigh/Durham, St. Louis, San Diego, Seattle/Tacoma, Seoul-Incheon, Thượng Hải-Phố Đông, Sydney, Đài Bắc-Đào Viên, Tokyo-Haneda, Tokyo-Narita, Vancouver, Washington-Dulles, Washington-National Theo mùa: Anchorage, Pittsburgh, Puerto Vallarta, Reno/Tahoe (bắt đầu lại từ ngày 2/7/2015) Salt Lake City, San José del Cabo | 3-E, 3-F, I-G  |
| United Express                | Albuquerque, Austin, Bakersfield, Boise, Bozeman, Burbank, Calgary, Crescent City (ngừng từ ngày 7/4/2015), Dallas/Fort Worth, Edmonton, Eugene, Eureka/Arcata, Fresno, Kansas City, Kelowna (ngừng từ ngày 6/4/2015), Las Vegas, Medford, Minneapolis/St. Paul, Monterey, North Bend, Oklahoma City, Ontario, Orange County, Palm Springs, Phoenix, Portland (OR), Redding, Redmond/Bend, Reno/Tahoe, Sacramento, St. Louis, Salt Lake City, San Antonio, San Diego, San Luis Obispo, Santa Barbara, Tri-Cities (WA), Tucson, Vancouver, Victoria Theo mùa: Aspen, Jackson Hole, Mammoth Lakes, Missoula, Montrose, Sun Valley | 3-F            |
| US Airways                    | Charlotte, Philadelphia, Phoenix | 1-B            |
| Virgin America                | Austin, Boston, Cancún, Chicago-O'Hare, Dallas-Love, Fort Lauderdale, Las Vegas, Los Angeles, New York-JFK, Newark, Portland (OR), Puerto Vallarta, San Diego, San José del Cabo, Seattle/Tacoma, Washington-Dulles, Washington-National Theo mùa: Orlando, Palm Springs | 2-D            |
| Virgin Atlantic               | London-Heathrow | I-A            |
| Vietnam Airlines              | Tân Sơn Nhất (bắt đầu từ ngày 28/11/2021) | I-G            |
| WestJet                       | Theo mùa: Calgary, Vancouver | I-A            |
| XL Airways France             | Theo mùa: Paris-Charles de Gaulle | I-A            |

### Hàng hóa
| Hãng hàng không             | Các điểm đến                                                                     |
| --------------------------- | -------------------------------------------------------------------------------- |
| ABX Air                     | Los Angeles                                                                      |
| Asiana Cargo                | Seoul-Incheon, Los Angeles                                                       |
| British Airways World Cargo | London Heathrow                                                                  |
| Cathay Pacific Cargo        | Anchorage, Hong Kong, Los Angeles                                                |
| China Airlines Cargo        | Anchorage, Los Angeles, Đài Bắc-Đào Viên                                         |
| DHL Cargo                   | Frankfurt                                                                        |
| EVA Air Cargo               | Anchorage, Los Angeles, Đài Bắc-Đào Viên                                         |
| FedEx Express               | Fort Worth/Alliance, Honolulu, Indianapolis, Memphis, Newark, Oakland, San Diego |
| Korean Air Cargo            | Anchorage, Seoul-Incheon, Los Angeles                                            |
| Lufthansa Cargo             | Frankfurt                                                                        |
| Martinair Cargo             | Anchorage                                                                        |
| Nippon Cargo Airlines       | Los Angeles, Tokyo-Narita                                                        |
| Polar Air Cargo             | Anchorage, Cincinnati/Northern Kentucky                                          |
| Southern Air                | Hong Kong                                                                        |
| UPS Airlines                | Dallas/Fort Worth, Louisville                                                    |